# 유익 (환상게임)
유익(타스키)은 《환상게임》에 등장하는 등장인물이다.

## 소개
유익(타스키)(일본어: 翼宿)/후준우(일본어: 候俊宇)
성우：칸나 노부토시/야오 카즈키(일본), 김소형(한국), 유문광(홍콩)
원래는 산적의 우두머리. 건장한 열혈한이지만 여걸인 모계 일가에서 자랐기 때문인지 여성을 싫어한다. 오른 팔에 〈翼(익)〉의 문자가 있다.
이따금 분위기에 맞지 않는 썰렁한 말을 해 버려 주위 동료(주로 유유)로부터 철권을 맞기도 한다.
홍남국 서쪽 지방 출신이기 때문인지 사투리 억양이 있다. 누나가 5명이다.
고독에 의해 세뇌된 유귀와 호각이라 할 정도의 전투를 펼치는 실력을 보면 전투력은 높은 듯.
그 독특한 말돌리기나 성격 등으로 독자로부터 높은 점수를 얻어 유유와 마찬가지로 주인공인 유귀와 맞먹을 정도의 인기를 구사하고 있다.
무기는 산적의 우두머리에게 대대로 전해져 내려오는 철제의 부채(형태는 하리센)로, 불을 조종한다.
또 등장 초기에는 철부채를 빼앗겨 사용할 수 없었으므로 부적으로부터 이리를 소환하여 전투하였다.
후에 태일군에 의해 철부채의 능력이 향상.
별명은 幻狼 (환랑)이다. 4월 18일생. 178cm. B형. 17세.